# 西迈阿密 (佛罗里达州)
西迈阿密（英語：West Miami）是美国佛罗里达州邁阿密-戴德郡下属的一座城市。建立于1947年。面积约为1.8平方公里（约合0.7平方英里）。根据2010年美国人口普查，该市有人口5,965人。论人口在本州排行第200。